# 가군층
대수기하학에서 가군층(加群層, 영어: sheaf of modules)은 어떤 환 달린 공간 위에, 어떤 열린집합 위에 달린 가환환에 대한 가군을 이루는 아벨 군으로 구성된 층이다.

## 정의
환 달린 공간 {\displaystyle (X,{\mathcal {O}}_{X})} 위의 가군층은 다음과 같은 데이터로 구성된다.
- {\displaystyle X} 위의 아벨 군의 층 {\displaystyle {\mathcal {F}}}
- 각 열린 집합 {\displaystyle U\subseteq X}에 대하여, {\displaystyle \Gamma (U;{\mathcal {F}})} 위의 {\displaystyle \Gamma (U;{\mathcal {O}}_{X})}-가군의 구조

이는 다음 조건을 만족시켜야 한다.
- {\displaystyle {\mathcal {F}}}의 제약 사상은 {\displaystyle {\mathcal {O}}_{X}}의 제약 사상과 호환된다. 즉, 임의의 열린 집합 {\displaystyle V\subseteq U\subseteq X}에 대하여, 제약 사상 {\displaystyle \operatorname {res} _{UV}^{{\mathcal {O}}_{X}}\colon \Gamma (U;{\mathcal {O}}_{X})\to \Gamma (V;{\mathcal {O}}_{X})}, {\displaystyle \operatorname {res} _{UV}^{\mathcal {F}}\colon \Gamma (U;{\mathcal {F}})\to \Gamma (V;{\mathcal {F}})}이 주어졌을 때, 임의의 {\displaystyle f\in \Gamma (U,{\mathcal {O}}_{X})}, {\displaystyle s\in \Gamma (U,{\mathcal {F}})}에 대하여, {\displaystyle \operatorname {res} _{UV}^{\mathcal {F}}(fs)=\operatorname {res} _{UV}^{{\mathcal {O}}_{X}}(f)\operatorname {res} _{UV}^{\mathcal {F}}(s)}이다.

## 성질
환 달린 공간 {\displaystyle (X,{\mathcal {O}}_{X})} 위의 가군층의 범주는 아벨 범주를 이룬다. 또한, 이 범주는 단사 대상을 충분히 가지는 범주이므로, 층 코호몰로지 {\displaystyle H^{\bullet }(X;-)}를 정의할 수 있다. (그러나 일반적으로 사영 대상을 충분히 가지는 범주가 아니다.)

## 예
위상 공간 {\displaystyle X} 위에, 정수환의 상수층 {\displaystyle {\underline {\mathbb {Z} }}}을 주었을 때, {\displaystyle (X,{\underline {\mathbb {Z} }})} 위의 가군층은 {\displaystyle X} 위의 아벨 군의 층과 같다.

## 참고 문헌
- Hartshorne, Robin (1977). 《Algebraic geometry》. Graduate Texts in Mathematics (영어) 52. Springer. doi:10.1007/978-1-4757-3849-0. ISBN 978-0-387-90244-9. ISSN 0072-5285. MR 0463157. Zbl 0367.14001.

## 같이 보기
- 아이디얼 층
- D가군
- 분수 아이디얼
- 해석적 벡터다발